# Most Żernicki
Most Żernicki (Lohebrücke-Neukirch; w 1948 r. Most Żerdnicki) – most położony we Wrocławiu, stanowiący przeprawę nad rzeką Ślęza. Most zlokalizowany jest w rejonie osiedla Żerniki, w ciągu Ulicy Żernickiej.
Most został zbudowany w 1932 roku, a następnie, w roku 1952, odbudowany na dawnych podporach. Jego długość całkowita wynosi 37,3 m, a szerokość całkowita 7,3 m, w tym 5,9 m to jezdnia, a 0,7 to chodniki. Konstrukcja mostu została wykonana w postaci trzech przęseł, ustrój nośny płytowo–żebrowy, technologia wykonania żelbetowa. Nawierzchnia wykonana została jako bitumicza. Zbyt mała szerokość mostu (jezdni, chodników), wymusiła wybudowanie w 2007 roku, równolegle do mostu Kładki Żernickiej, dla ruchu pieszego i rowerowego. Przez most przeprowadzone są linie autobusowe komunikacji miejskiej obsługujące wschodnie osiedla miasta (linie nr 109, 129, 148, 609).
Przedwojenne niemieckie nazwy mostów przerzuconych nad rzeką Ślęzą – Lohebrücke – znaczą most na Ślęzie; nazwa ta stosowana była w odniesieniu do wszystkich ówczesnych mostów przerzuconych przez rzekę Ślęza – Lohe; Neukirch stanowi nawiązanie do poprzedniej nazwy ulicy Żernickiej – Neukircher Str. – obowiązującej od 8 sierpnia 1933 r.
W październiku 2017 most został wyłączony z ruchu (zbudowano równoległą przeprawę w sąsiedztwie mostu, kilkanaście metrów na południe od niego) w związku z koniecznością jego rozbiórki i zastąpienia starego mostu nową konstrukcją. Nowy most powstać ma – według zatwierdzonego harmonogramu – do października 2018 roku. W grudniu 2017 r. zakończono palowanie pod fundamenty. Nowy most ma mieć 61 m długości i ma być o 1,5 m wyższy od poprzedniego. Nowy termin zakończenia budowy wyznaczono na lato 2018.
Na 17 sierpnia 2018 planuje się otwarcie mostu dla ruchu kołowego. Planuje się następnie remont kładki pieszo-rowerowej.